# 朱大庆
朱大庆（1990年2月25日—），河北保定人，中国视觉障碍女子田径及高山滑雪运动员，她在2012年帕拉林匹克运動會获得一面铜牌，並在2022年冬季帕拉林匹克运動會共获得三枚銀牌和一枚銅牌。她的比赛引导员为严寒寒。
朱大庆在滑降项目比赛中获得一枚银牌是中国代表团历史上获得的首枚残奥会高山滑雪奖牌。